# زهرا (روستا)
شهر زهرا یا زاهرا شهری از توابع بخش موران شهرستان گرمی در استان اردبیل قرار دارد و در ۳۰ کیلومتری شرق شهرستان گرمی واقع شده و از سال ۱۳۸۰ مرکز  شده‌است.
شهر زهرا با ۴۰ خانوار ساکن می‌باشد لاکن اولین مدرسه دولتی موران در تابستان سال ۱۳۲۵ هجری شمسی در زمان حاکمیت فرقه دموکرات آذربایجان به رهبری سید جعفر پیشه‌وری در این روستا دایر گردید.
ساختمان مدرسه که در وسط ده و توسط دموکراتها ساخته شده بود بعد از سقوط دولت خودمختار پیشه‌وری در ۲۳ آذر ماه سال ۱۳۲۵ توسط عوامل حکومتی محمد رضا شاه، ویران گردید و مردم اهالی روستاهای زهرا، سیدلر، تزه کند، کوردلر، کالانسورا و سالالا با یاری و همکاری یکدیگر و با هزینه خود، ساختمان چهار اتاقه خشتی را در جنوب غربی ده در کنار راه ارتباطی وان-کوردلر بنا نهادند که در سال ۱۳۲۷ از طرف دولت میز و نیمکت و معلم هم فراهم گردید و اولین مدرسهٔ دولتی با نام «دبستان بیرونی زهرا» شروع به آموزش فرزندان منطقه کرد.
هم اکنون شهر «زهراً دارای دبیرستان پسرانه و دخترانه و درمانگاه است که در آموزش و بهداشت منطقه نقش مهم و اساسی دارد و از سال ۱۳۸۰ هم به مرکز»بخش موران" تبدیل شده‌است.
از سال ۱۳۲۵ به این سو افراد زیادی در مدرسه روستای زهرا تحصیل کرده و به مدارج بالای کشوری و لشکری و سیاسی رسیده‌اند.